# Justin Kluivert
Justin Dean Kluivert (Zaandam, 1999. május 5. –) holland válogatott labdarúgó, az angol Bournemouth játékosa.

## Pályafutása

### Klubcsapatokban
Az Ajax akadémiáján nevelkedett, majd itt is lett profi játékos. 2016. szeptember 16-án debütált a Jong Ajax csapatában az MVV ellen, a 67. percben Vince Gino Dekkert váltotta. 2017. január 15-én az első csapatban debütált, a PEC Zwolle ellen 3–1-re megnyert bajnoki 39. percében Amin Younest váltotta. Március 19-én az első gólját is megszerezte az SBV Excelsior ellen. 2017. november 26-án mesterhármast szerzett a Roda JC ellen.
2018. június 12-én az olasz AS Roma Francesco Totti közbenjárásával szerződtette. Október 3-án a cseh Viktoria Plzeň ellen gólt szerzett az UEFA-bajnokok ligájában ezzel a klub legfiatalabb gólszerzője lett a sorozatban. December 16-án a bajnokságban is megszerezte első találatát a Genoa csapata ellen.
2020. október 5-én jelentették be, hogy a német RB Leipzig kölcsönben vette, vételi opcióval. 2021. július 20-án a francia Nice vette kölcsönbe egy szezonra.
2022. szeptember 1-jén a spanyol Valencia szerződtette kölcsönbe. 2023. június 23-án az angol Bournemouth szerződtette.

### A válogatottban
2018. március 26-án mutatkozott be a felnőtt válogatottban a Portugália elleni 3–0-s győzelem során a 77. percben lépett pályára Memphis Depay cseréjeként.

## Statisztika
2023. június 4-i állapotnak megfelelően.
| Klub                 | Szezon   | Bajnokság      | Bajnokság | Bajnokság | Kupa     | Kupa  | Nemzetközi | Nemzetközi | Egyéb    | Egyéb | Összesen | Összesen |
| Klub                 | Szezon   | Bajnokság      | Mérkőzés  | Gólok     | Mérkőzés | Gólok | Mérkőzés   | Gólok      | Mérkőzés | Gólok | Mérkőzés | Gólok    |
| -------------------- | -------- | -------------- | --------- | --------- | -------- | ----- | ---------- | ---------- | -------- | ----- | -------- | -------- |
| Jong Ajax            | 2016–17  | Eerste Divisie | 8         | 2         | —        | —     | —          | —          | —        | —     | 8        | 2        |
| Összesen             | Összesen | Összesen       | 8         | 2         | 0        | 0     | 0          | 0          | 0        | 0     | 8        | 2        |
| Ajax                 | 2016–17  | Eredivisie     | 14        | 2         | 0        | 0     | 6          | 0          | —        | —     | 20       | 2        |
| Ajax                 | 2017–18  | Eredivisie     | 30        | 10        | 2        | 1     | 4          | 0          | —        | —     | 36       | 11       |
| Összesen             | Összesen | Összesen       | 44        | 12        | 2        | 1     | 10         | 0          | 0        | 0     | 56       | 13       |
| Roma                 | 2018–19  | Serie A        | 29        | 1         | 1        | 0     | 5          | 1          | —        | —     | 35       | 2        |
| Roma                 | 2019–20  | Serie A        | 22        | 4         | 2        | 0     | 7          | 3          | —        | —     | 31       | 7        |
| Roma                 | 2020–21  | Serie A        | 2         | 0         | 0        | 0     | 0          | 0          | —        | —     | 2        | 0        |
| Roma                 | Összesen | Összesen       | 53        | 5         | 3        | 0     | 12         | 4          | 0        | 0     | 68       | 9        |
| RB Leipzig (kölcsön) | 2020–21  | Bundesliga     | 19        | 3         | 1        | 0     | 7          | 1          | —        | —     | 27       | 4        |
| RB Leipzig (kölcsön) | Összesen | Összesen       | 19        | 3         | 1        | 0     | 7          | 1          | 0        | 0     | 27       | 4        |
| Nice (kölcsön)       | 2021–22  | Ligue 1        | 27        | 4         | 4        | 2     | —          | —          | —        | —     | 31       | 6        |
| Nice (kölcsön)       | Összesen | Összesen       | 27        | 4         | 4        | 2     | 0          | 0          | 0        | 0     | 31       | 6        |
| Valencia (kölcsön)   | 2022–23  | La Liga        | 26        | 6         | 2        | 2     | —          | —          | 1        | 0     | 29       | 8        |
| Valencia (kölcsön)   | Összesen | Összesen       | 26        | 6         | 2        | 2     | 0          | 0          | 1        | 0     | 29       | 8        |
| Bournemouth          | 2023–24  | Premier League | 0         | 0         | 0        | 0     | —          | —          | 0        | 0     | 0        | 0        |
| Bournemouth          | Összesen | Összesen       | 0         | 0         | 0        | 0     | 0          | 0          | 0        | 0     | 0        | 0        |
| Összesen             | Összesen | Összesen       | 177       | 32        | 12       | 5     | 29         | 5          | 1        | 0     | 219      | 42       |

## Család
Édesapja, Patrick Kluivert a korábbi holland válogatott labdarúgó. Nagyapja, Kenneth Kluivert pedig Suriname-i labdarúgó-válogatott volt. Testvérei, Quincy Kluivert az Amsterdam Zaterdag játékosa és Ruben Kluivert, aki az Utrecht labdarúgója.

## Sikerei, díjai
- Ajax
  - Európa-liga döntős: 2016–17

Díjak
- Premier League – A hónap játékosa díj: 2025. január[21]